# Letalska baza Cerklje ob Krki
Letalska baza Cerklje ob Krki (kratica LEBA Cerklje ob Krki)  je letalska baza Slovenske vojske, ki se nahaja na letališču Cerklje ob Krki. Spada pod 15. PVL.

## Sestava
- poveljstvo
- četa za delovanje letališča
- enota vojašnice

## Poveljnik enote
- major Cvetko Daničič
- major Aleš Zajc
- podpolkovnik Josip Bostič
- podpolkovnik Mojmir Lipar
- podpolkovnik Nikolaj Galeša
- Podpolkovnik Janez Kraševec

## Namestniki poveljnika
- major Borut Angeli
- major Nikolaj Galeša
- major Iztok Fifolt

## Naloge enote
- zagotavljanje delovanja letališča,
- zagotavljanje splošne logistične podpore enotam, ki so nastanjene v Vojašnici Cerklje ob Krki,
- nudenje podpore države gostiteljice povezane z letalskimi dejavnostmi za potrebe zavezništva,
- varovanje letališča.